# Dinastija Kasniji Zhou
 Ovo je glavno značenje pojma Dinastija Kasniji Zhou. Za druga značenja pogledajte U kineskoj povijesti postoji ranija i mnogo poznatija dinastija Zhou..
Dinastija Kasniji Zhou (kineski: 后周 / 後周, pinyin: Hòu Zhōu) je bila kratkotrajna dinastija kineskih careva koja je vladala sjevernom Kinom od od 951. do 960. godine, odnosno posljednja dinastija od tzv. „Pet dinastija” koje su se izredale nakon propasti dinastije Tang; odnosno prva dinastija čiji su vladari bili Han Kinezi nakon tri Shatuo (turkijske) dinastije. 
Njezin osnivač bio je Guo Wei, ministar na dvoru prethodne dinastije Kasniji Jin, koji je 951. godine izveo puč i sebe proglasio carem nove dinastije. I on i njegov nasljednik, Guo Rong, pokazali su se relativno uspješnim vladarima koji su uspjeli ojačati carski autoritet, pogotovo na području južne Kine. No, imali su manje uspjeha na sjeveru gdje su ostaci dinastije Kasniji Jin osnovali odmetnutu državu Sjeverni Han uz podršku Kitanskog Carstva (dinastija Liao). Oba vladara su brzo umrla od bolesti, a posljednjeg, malodobnog Gongdija, je pak, 960. god. svrgnula vojska novog cara, generala Zhao Kuangyina. On je proglasio novu dinastiju Song pod čijim će se vodstvom Kina u nekoliko desetljeća ponovno ujediniti 979. god.

## Vladari Kasnijeg Zhoua
| Hramsko ime (Miao Hao 廟號)             | Postumno ime (Shi Hao 諡號) | Prezime i osobno ime | Godine vladavine | Prijestolno ime (Nian Hao 年號) s godinama trajanja       |
| --------------------------------------- | --------------------------- | -------------------- | ---------------- | --------------------------------------------------------- |
| Konvencionalno kineski: prezime, pa ime |                             |                      |                  |                                                           |
| Tàizŭ (太祖)                            | ne koristi se               | 郭威 Guō Weī         | 951. – 954.      | Guǎngshun (廣順) 951. – 954. Xiande (顯德 xian3 de2) 954. |
| Shìzōng (世宗)                          | ne koristi se               | 柴榮 Chái Róng       | 954. – 959.      | Xiǎndé (顯德) 954. – 959.                                 |
| ne koristi se                           | 恭帝 Gōngdì                 | 柴宗訓 Chái Zōngxùn  | 959. – 960.      | Xiǎndé (顯德) 959. – 960.                                 |